# Minerva (byggnad)

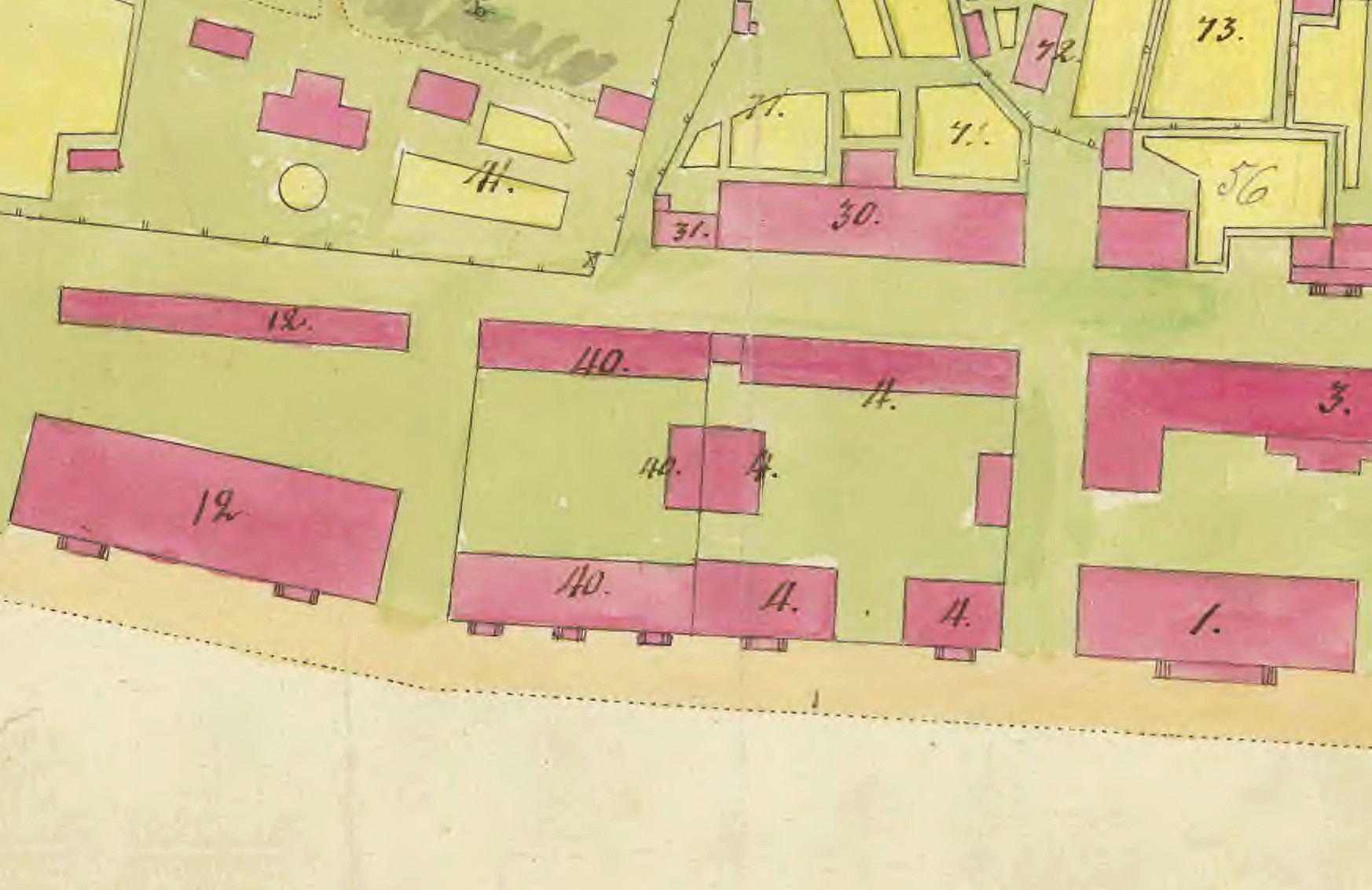
Anton Ulrik Berndes karta från 1815.
Nr 40: Snickare Molins hus och tomt.

Minerva (officiell beteckning Drottningholm 1:8) är namnet på en fastighet vid Långa raden 7 / Dragonvägen 17 på Drottningholmsmalmen norr om Drottningholms slott i Ekerö kommun. Fastighetens byggnader uppfördes 1795 efter ritningar av Louis Jean Desprez.

## Historik

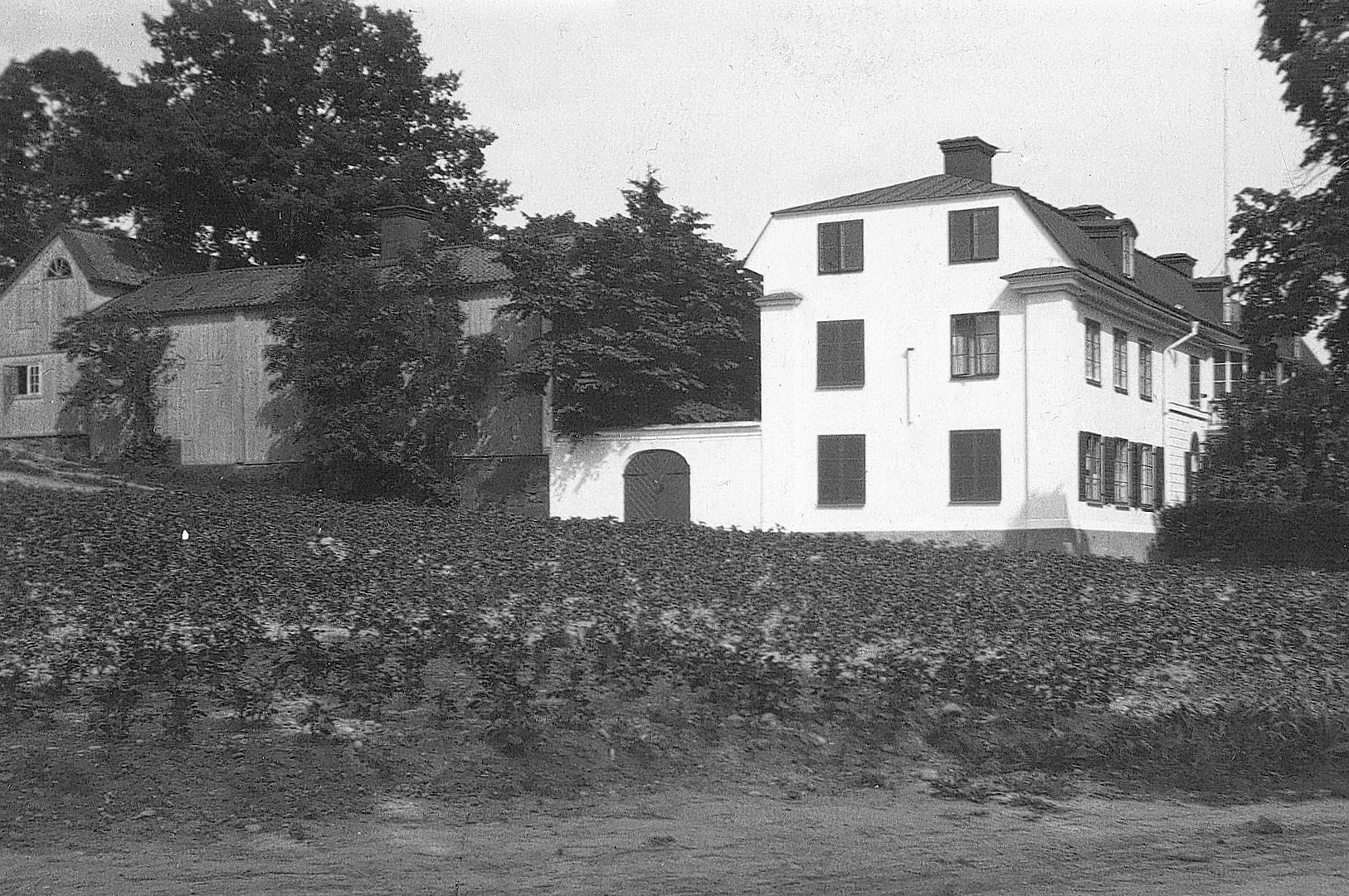
Minerva omkring 1913.

Minerva ligger som sista byggnad på Långa raden och tillkom för snickaren S. Molin, verksam som parkettmästare vid Drottningholms slott. Kvarteret består av en huvudbyggnad mot Långa raden uppförd 1795 efter ritningar av Louis Jean Desprez. Mot grönområdet i väster och Dragonvägen i norr ligger uthuslängor av trä som tillsammans med huvudbyggnaden omsluter en trädgård (nr 40). 
Längan mot grönområdet i väster tillkom senare. Enligt Anton Ulrik Berndes karta från 1815 fanns ursprungligen en kasernlänga "med därtill hörande bodar och uthus" (nr 12) väster om Molins hus. Grannen till höger (öster) var under en tid på 1800-talets början slottsbyggmästaren Herman Edbergs boställe (nr 4), idag kallad Inspektorsbostaden. 
Huvudbyggnaden är ett långsträckt, herrgårdsliknande stenhus i 2½ våningar under ett brutet och valmat koppartak med en pelarburen altan över huvudentrén. 1913 utfördes ombyggnadsarbeten för ryttmästaren Axel Wallenberg med Sigurd Lewerentz som ansvarig arkitekt. Minervas huvudbyggnad bevarar fortfarande flera ursprungliga detaljer, bland annat ett kalkstensgolv från 1700-talet, mönstermålade trägolv samt flera rum med dekorationer från 1800-talet. Väggfasta speglar i salen är från 1700-talet. Pardörrarna som finns i flera rum kommer från 1800-talets början och kakelugnen i matsalen är från 1700-talet.
År 2003 bildades bostadsrättsföreningen Minerva. Föreningens fastighet förvärvades genom ombildning 2014 och innehåller åtta lägenheter på en yta av 370 kvadratmeter. Minervas byggnader är inte utpekade i beslutet för byggnadsminne från 1935 och omfattas därför inte av det statliga byggnadsminnets skyddsbestämmelser. Byggnadskomplexet har dock av kommunen blivit rödmarkerat vilket betyder: "Byggnader som är synnerligen märkliga genom sitt kulturhistoriska värde och som motsvarar fordringar för byggdandsminnen i kulturminneslagen 3 kap. 1 § Statliga och enskilda byggnadsminnen".

## Bilder

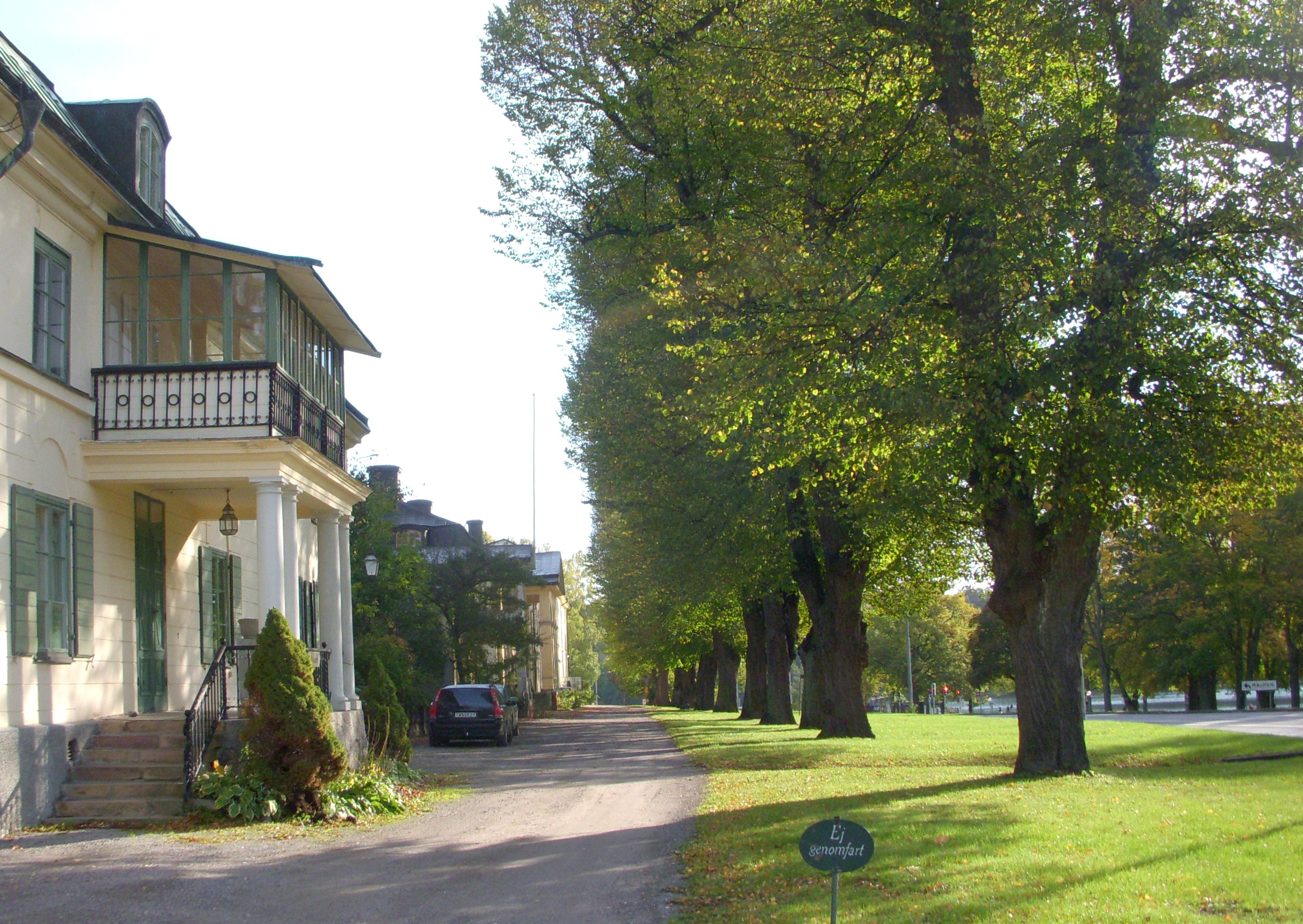
Minerva längst till vänster, mot Långa raden.
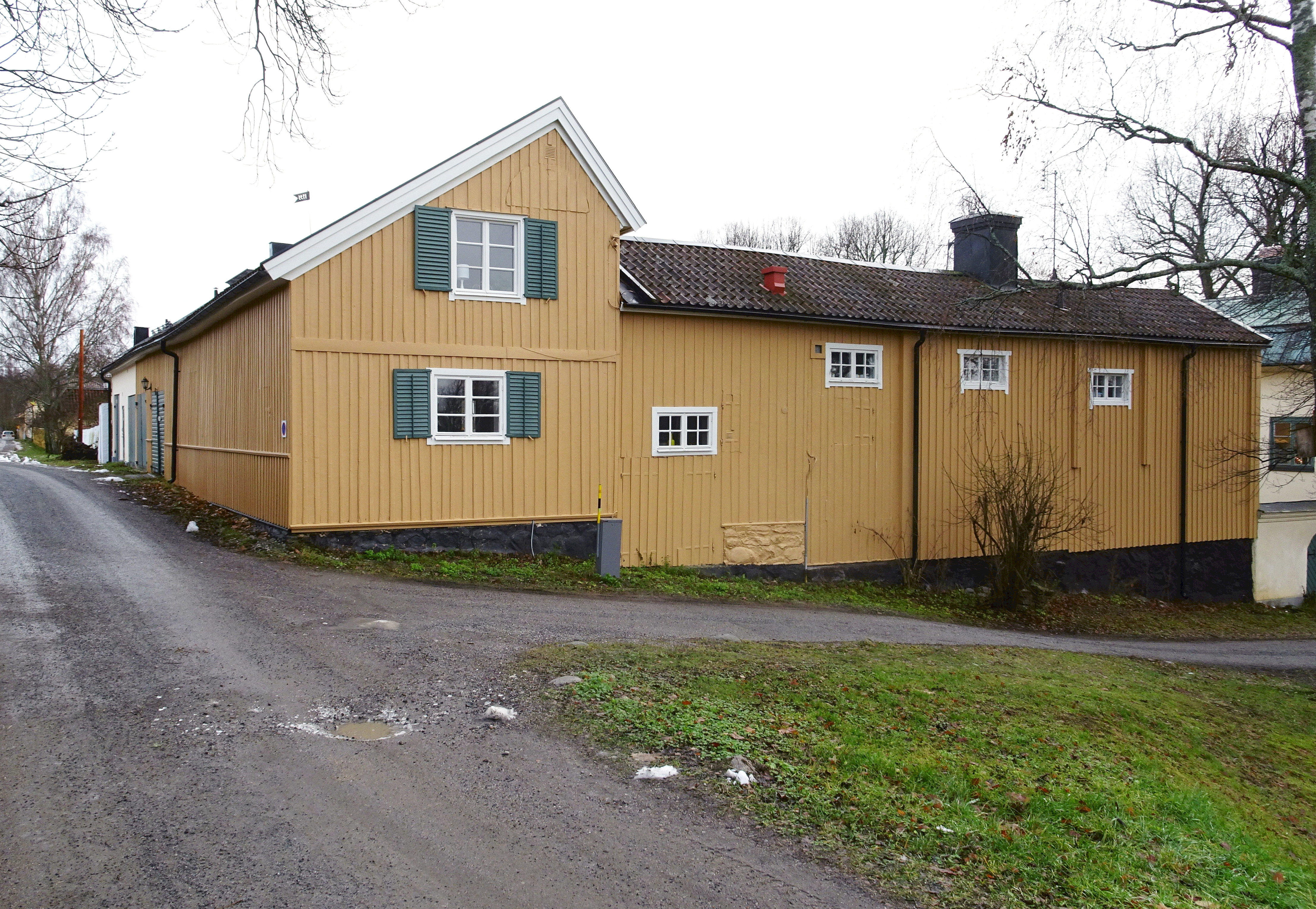
Uthuslängan mot väster.
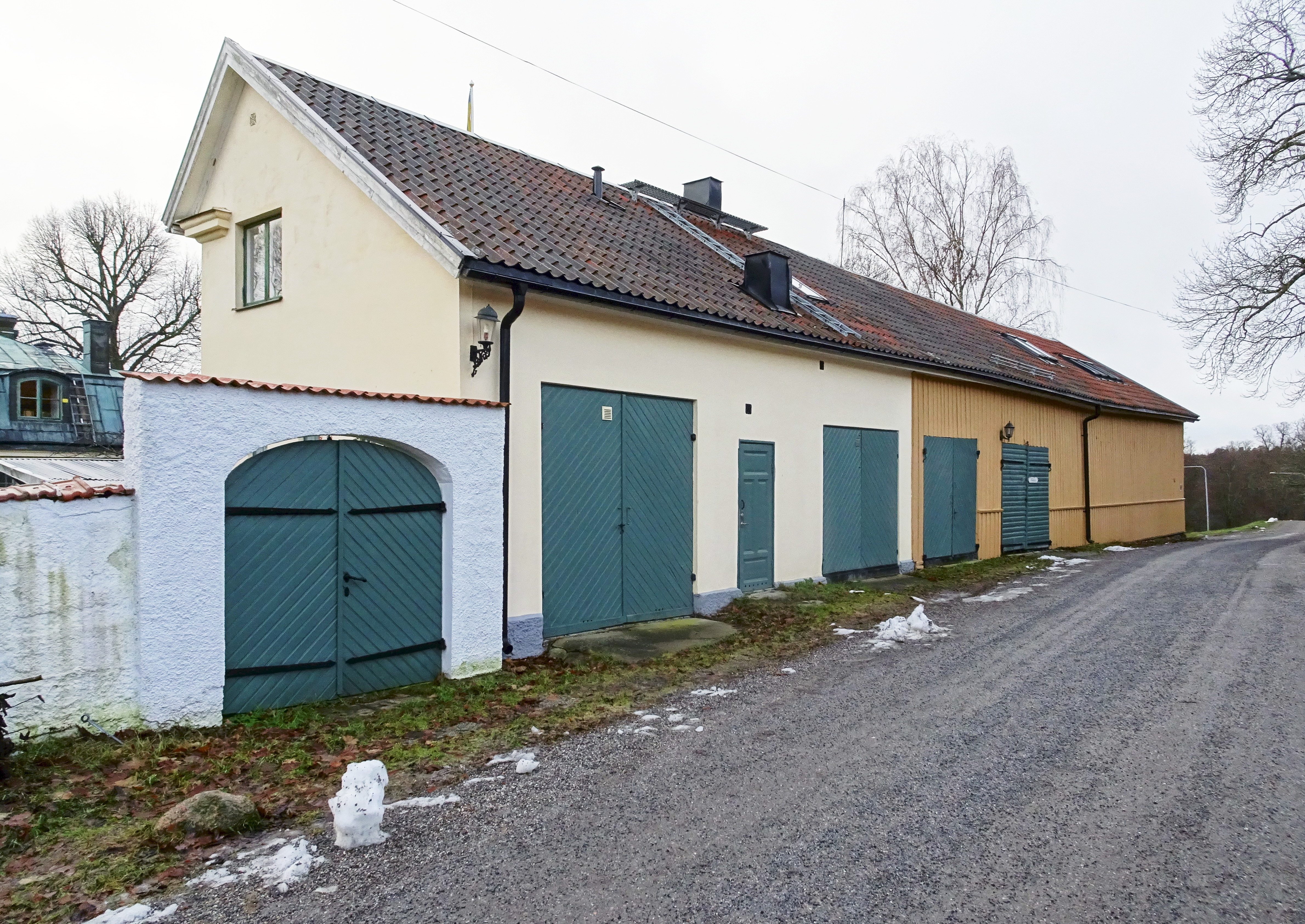
Uthuslängan mot Dragonvägen.
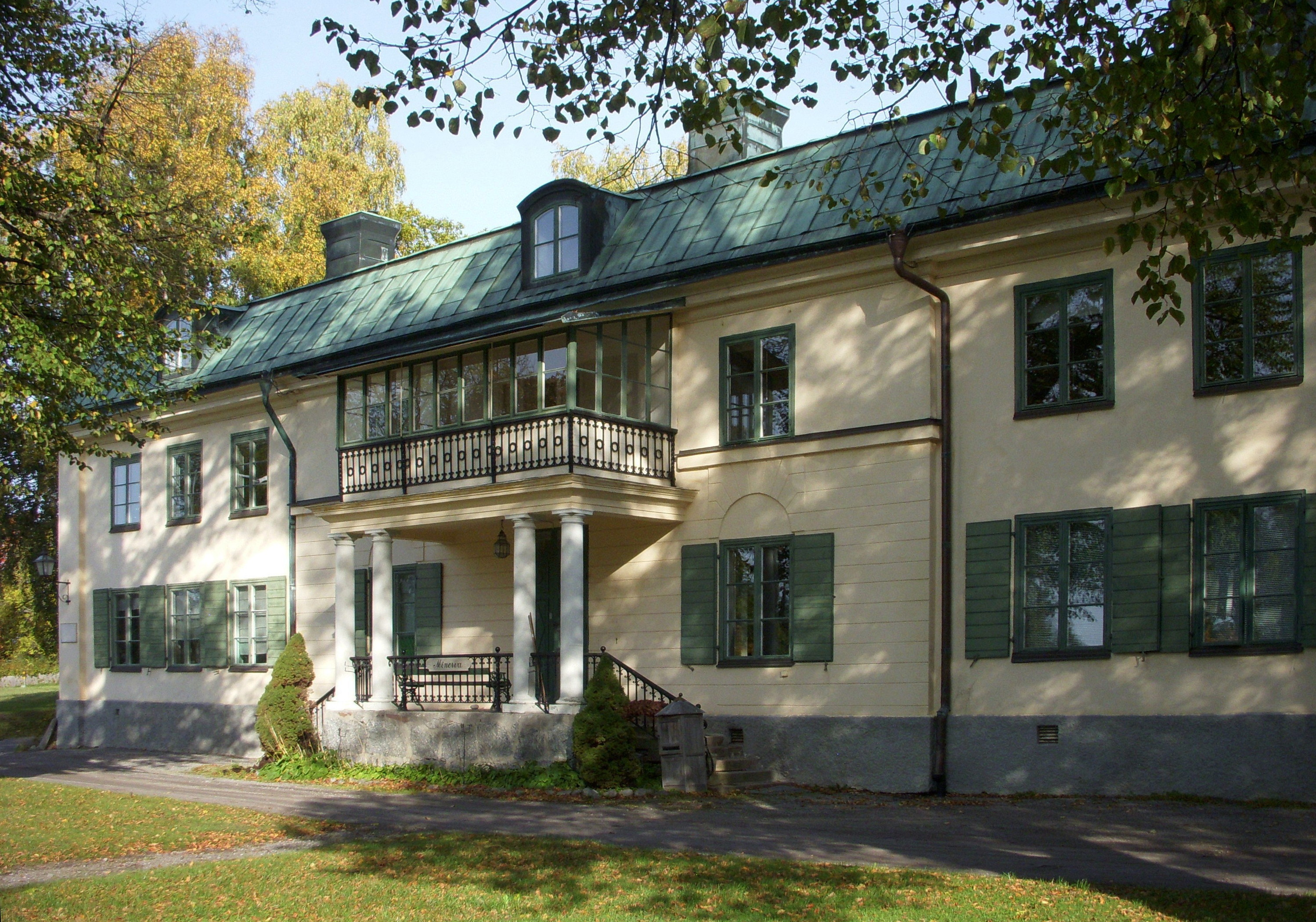
Minerva mot Långa raden.